# 青森県立五戸高等学校
青森県立五戸高等学校（あおもりけんりつ ごのへこうとうがっこう）は、青森県三戸郡五戸町字根岸にあった県立高等学校。同町唯一の高校であったが、2022年3月に閉校した。
サッカー部が古豪として知られ、1957年（昭和32年）の創部以来、全国高校総体（インターハイ）に11回、全国高校選手権に14回出場。特に1986年1月の第64回全国高校選手権ではベスト8まで進む実績を残した。

## 沿革
- 1928年（昭和3年）4月1日 - 五戸町五戸実業公民学校として設立（五戸尋常高等小学校に併設）
- 1937年（昭和12年）4月1日 - 公立青年学校五戸女子実業公民学校に改称（男子募集停止）
- 1948年（昭和23年）4月1日 - 新学制による青森県五戸高等学校設置
- 1949年（昭和24年）1月10日 - 定時制課程を併設
- 1950年（昭和25年）10月19日 - 定時制課程伝法寺分校を四和村（現・十和田市伝法寺）に設置
- 1951年（昭和26年）1月1日 - 青森県立五戸高等学校設立（県立移管）
- 1962年（昭和37年）3月31日 - 四和分校（※伝法寺分校から改称）を廃止
- 1963年（昭和38年）4月1日 - 全日制課程家政科を設置
- 1974年（昭和49年）4月1日 - 全日制のみとなる
- 1979年（昭和54年）3月31日 - 定時制課程戸来分校を廃止
- 1986年（昭和61年）1月 - サッカー部が第64回全国選手権に出場、ベスト8に進出
- 1990年（平成2年）1月 - サッカー部が第68回全国選手権に出場。これが最後の選手権出場となった[1][3]
- 1993年（平成4年）3月31日 - 家政科を閉科
- 2009年（平成21年）- サッカー部が第88回全国選手権県予選で、青森山田に敗れ準優勝[3]
- 2017年（平成29年）7月20日 - 青森県教育委員会の青森県立高等学校教育改革推進計画第1期実施計画により、青森県立八戸西高等学校との統合（事実上の閉校）対象となったが、町の強い反発と存続要望で見送られた[4]
- 2018年（平成30年）
  - 3月22日 - 町立校や私立校として存続を目指すも、財政の負担が大きいことや学校法人からの協力が得られないことを理由に、町は存続を断念。2021年度末をもって閉校する見通しとなった[5]
  - 11月17日 - 創立90周年記念式典を挙行
- 2020年（令和2年）度 - 募集停止[6]
  - 8月30日 - サッカー部が単独チームとして最後となる全国高校選手権県予選に出場。1次予選で青森工業にPK戦の末に惜敗し、伝統校の歴史に幕を下ろす[7]
- 2021年（令和3年）11月6日 - 体育館にて閉校式を挙行[8]。式典では93年の歴史を振り返る記念誌を配布した[9]
- 2022年（令和4年）3月31日 - 閉校

## その他
- 五戸町は、2024年8月28日、本校の土地と建物の無償譲渡を宮下宗一郎青森県知事に申請した。申請が通れば、学校法人光星学院に無償で貸付、八戸学院野辺地西高等学校が移転する予定である[10]。

## 主な卒業生
- 三浦方義 - 元プロ野球選手
- 手倉森誠 - 元サッカー選手
- 手倉森浩 - 元サッカー選手
- 下平隆宏 - 元サッカー選手
- 佐藤昌吉 - 元サッカー選手
- 古川毅 - 元サッカー選手
- 高橋勇菊 - 元サッカー選手